# Anton Paluga
Anton Paluga (n. 1896) a fost un om politic român, care a îndeplinit funcția de președinte al Consiliului Popular al municipiului Iași (funcție echivalentă cu cea de primar) în perioada 31 decembrie 1947 - 20 decembrie 1950.
| Funcții politice             | Funcții politice                  | Funcții politice             |
| ---------------------------- | --------------------------------- | ---------------------------- |
| Predecesor: Eduard Lăzărescu | Primar al orașului Iași 1947-1950 | Succesor: Constantin Crăcană |

1. ↑  Președintele Comitatului Provizoriu al Sfatului Popular al orașului Iași asimilat cu județul, ANTON PALUGA, 13 aprilie 1949, p. 2
2. ↑  Instalarea tov. A. Paluga ca primar al Municipiului Iași, 4 ianuarie 1948, p. 1